# Арчер Мартин
Арчер Џон Портер Мартин (1. март 1910 – 28. јул 2002) био је британски хемичар који је 1952. године поделио Нобелову награду за хемију за проналазак партитивне хроматографије са Ричардом Сингом. 

## Детињство и младост
Мартинов отац је био лекар опште праксе. Мартин се школовао у школи Бедфорд, и у Петерхаусу, Универзитет Кембриџ.

## Каријера
Радио је прво у Лабораторији за физичку хемију, а затим прешао у Одељење за људску исхрану Дан (Dunn Human Nutrition Unit) Универзитета у Кембриџу, а 1938. преселио се у Истраживачку установу индустрије вуне у Лидсу. Био је шеф одељења за биохемију компаније Boots Pure Drug Company од 1946. до 1948. године, када се придружио Савету за медицинска истраживања. Тамо је постављен за шефа одсека за физичку хемију Националног института за медицинска истраживања 1952. године и био је хемијски саветник од 1956. до 1959. године.
Специјализовао се за биохемију, за неке аспекте витамина Е и Б2 и за технике које су поставиле темеље за неколико нових врста хроматографије. Развио је партитивну хроматографију док је радио на раздвајању аминокиселина а касније је развио гасно-течну хроматографију. Међу многим одликовањима, добио је Нобелову награду 1952.
Објавио је много мање радова од типичних Нобеловаца - свега 70 - али његов девети рад ће му донети Нобелову награду. Универзитет у Хјустону отпустио га је са хемијског факултета 1979. године (када је имао 69 година) јер није објављивао довољно.

## Награде
Арчер Мартин поделио је 1952. године са Ричардом Сингом Нобелову награду за хемију за изум партитивне хроматографије. 
Рад Арчера Мартина са А.Т. Џејмсом из 1954. године, „Гасно-течна хроматографија: техника за анализу и идентификацију испарљивих материјала“, објавио је откриће гасно-течне хроматографије. Ова публикација је почаствована наградом Одсека за историју хемије Америчког хемијског друштва која је 2016. године уручена Институту Френсис Крик. 
Истраживање је заправо обављено у Националном институту за медицинска истраживања у Мил Хилу, који је постао Институт Френсис Крик 2015. 
Мартин је изабран за члана Краљевског друштва 1950, а члан Реда британског царства (СВЕ) је постао 1960. 

## Лични живот
1943. оженио се Јудит Багенал (1918–2006) и заједно су добили два сина и три ћерке. У последњим годинама свог живота боловао је од Алцхајмерове болести.